# Üçayak Kilisesi
Die Üçayak Kilisesi („dreifüßige Kirche“) ist die Ruine einer byzantinischen Kirche in der Provinz Kırşehir.

## Lage, Name und Zustand
Die Ruine liegt etwa 37 km nördlich von Kırşehir einsam am Rand einer weiten baumlosen Ebene in ca. 3 km Entfernung zum Dorf Taburoğlu, ca. 6 km westlich der Straße von Kırşehir über Çiçekdağı nach Yerköy und Yozgat. Sie ist vom Dorf aus nicht zu sehen und nur über einen schlecht befahrbaren unbefestigten Feldweg erreichbar. Ihren Namen hat die Ruine von drei bis in die Neuzeit erhaltenen Stützbögen, die mit den Resten der Kuppeltambours beim großen Erdbeben von Kırşehir 1938 eingestürzt sind. Die Ruine verfällt immer weiter. Die von den ersten Besuchern Mitte des 19. Jahrhunderts noch beschriebenen Apsiden sind mittlerweile weitgehend verschwunden. Von der Dekoration und Bauplastik der Kirche ist nichts mehr erhalten. Bei archäologischen Aufnahmen wurden abgefallene Farb- und Putzreste von Fresken und farbigen Fenstergläsern gefunden. Die immer noch beeindruckenden Mauerreste erreichen die Hälfte bis zwei Drittel der rekonstruierten ursprünglichen Höhe.

## Architektur
Die Kirche ist weitgehend aus Ziegeln gebaut, was eine Seltenheit darstellt. Von der üblichen Bauweise, bei der der Kern der Wände aus Bruchsteinen und lediglich die Außenhaut aus Ziegeln bestand, weicht die bei dem Gebäude verwendete insofern ab, als ein solcher Bruchsteinkern nur an einigen Stellen verwendet wurde. Lediglich für die Fundamente wurden Steine verwendet. Aus dekorativen Gründen wechseln sich Ziegellagen mit annähernd gleichstarken Mörtellagen ab. Als Besonderheit weist die Kirche zwei parallele, durch eine weite Öffnung verbundene Schiffe (Naoi) mit jeweils einer Apsis, aber einem gemeinsamen, heute nur noch an den Fundamenten erschließbaren Narthex auf. Eine Krypta und architektonische Hinweise auf ein Reliquienbehältnis konnten nicht entdeckt werden. Das Gebäude ist von monumentalem Zuschnitt und zeigt stilistisch eine Verbindung lokaler Traditionen mit starken Einflüssen der Hauptstadt Konstantinopel. Zuletzt wurde der Kirchenbau in die zweite Hälfte des 11. Jahrhunderts datiert und damit in die letzten Jahrzehnte der byzantinischen Herrschaft in Zentralanatolien.

## Funktion
Über die Kirche selbst ist nichts bekannt. Die gesamte Inneneinrichtung ist verloren, ihre Situierung in der Kirche unbekannt. Von einer ursprünglich in der Kirche befindlichen Inschrift ist nur mehr ein kaum leserlicher Abklatsch zugänglich. Weder das Patrozinium noch die Funktion der Kirche sind bekannt. Zwar wurden in der Umgebung byzantinische und seldschukische Keramikscherben gefunden, ebenso wie heute restlos von der Oberfläche verschwundene Grabsteine eines muslimischen Friedhofs, doch ließen sich weder Spuren einer Siedlung noch die eines Klosters erkennen. Ausgehend von der Tatsache der doppelten Schiffe sind etliche Hypothesen hierzu und zum Patronat geäußert worden.
Eyice vermutet, dass es sich um eine Kirche unter dem Patronat zweier gleichzeitig regierender Kaiser gehandelt hat und dass sie zur Erinnerung an den Sieg des Heerführers der Kaiser Basileios II. und Konstantin VIII., Bardas Phokas, über den Usurpator Bardas Skleros in der Schlacht von Pankalia errichtet wurde. Den Ort der Schlacht, die nach einer armenischen Inschrift in der Ebene Sarwenis stattgefunden habe, setzt er mit der Ebene gleich, an deren Rand sich die Kirche befindet.
Mihaljević sieht hingegen in dem Kirchenbau eher eine Grablege unter dem Patronat eines Mitglieds der lokalen Aristokratie mit Beziehungen in die Hauptstadt. Das doppelte Schiff habe dabei dazu gedient, gleichzeitig mehrere liturgische Handlungen zu vollziehen.
Die in türkischen Webquellen dagegen da und dort anzutreffenden Bemerkungen, es habe sich um eine Simultankirche mehrerer Konfessionen gehandelt, namentlich der katholischen und protestantischen, sind unzutreffende Vergröberung und im Extremfall grob unhistorisch.

## Entdeckung

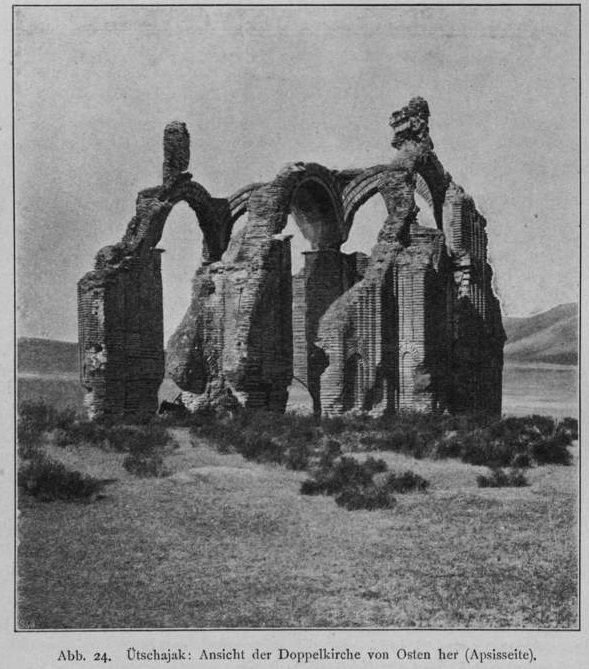
Üçayak Kilisesi im Jahr 1900

Erstmals wurde die Ruine 1842 durch den englischen Reisenden H. I. Hamilton erwähnt und dann 1843 von dem Engländer William Francis Ainsworth aufgesucht, der auch eine Gravur der Stätte publizierte. Er schlug vor, die Kirche als Nachfolgebau des von Strabon erwähnten Jupitertempels von Gadasena zu identifizieren. 1900 wurde die Ruine durch den Reisenden W. Crowfoot aufgesucht, der auch Zeichnungen und Fotografien des Objekts anfertigte, die dann 1903 durch J. Strzygowski publiziert wurden und so die Ruine der Öffentlichkeit bekannt machten. Strzygowski datierte die Baulichkeit in das 5. bis 6. Jahrhundert. In der Folgezeit fand die Ruine eher geringes Interesse.
Archäologische Forschungen wurden 1966 und 1970 durch Semavi Eyice durchgeführt.